# Comitatul Prairie, Montana
Comitatul Prairie (în engleză Prairie County) este un comitat din statul Montana, Statele Unite ale Americii}}.

## Demografie
|  | Graficele sunt indisponibile din cauza unor probleme tehnice. Mai multe informații se găsesc la Phabricator și la wiki-ul MediaWiki. |

Date: Wikidata - grafică realizată de Wikipedia